# Tanzparty mit dem Ehepaar Fern
Tanzparty mit dem Ehepaar Fern ist eine Tanzshow, die zwischen 1966 und 1968 in monatlichem Abstand auf dem Sender ARD ausgestrahlt wurde. Moderiert wurde die Sendung von dem namensgebenden Ehepaar Ernst und Helga Fern.

## Hintergrund
Das Ehepaar Fern hatte zwischen 1964 und 1965 bereits die Tanzshow Gestatten Sie? – Tanzunterricht mit dem Ehepaar Fern moderiert. Nach dem Erfolg der 25 Folgen wurde ab 1966 eine neue Serie in Auftrag gegeben, die den Titel Tanzparty mit dem Ehepaar Fern erhielt. Produziert wurde sie, wie die Vorgängerserie, vom Westdeutschen Rundfunk (WDR). Auch am Konzept der Show hatte sich nichts geändert. Die Musik stammte von der Media Band des Westdeutschen Rundfunkorchesters unter der Leitung Harald Banters und wurde live eingespielt. Jede Folge der halbstündigen Sendung widmete sich mindestens zwei Tänzen aus dem In- und Ausland. Das Publikum wurde mit dem Spruch „Vielleicht wollen Sie das bitte sofort mal mitmachen! Bitte mal die Tanzhaltung!“ zum Mittanzen aufgefordert. In einigen Sendungen waren auch prominente Gäste eingeladen.
Die Sendung wurde monatlich am Samstagnachmittag auf ARD ausgestrahlt. Wiederholungen fanden unregelmäßig im Abendprogramm statt. Insgesamt 19 Folgen wurden ausgestrahlt, anschließend wurde die Sendung eingestellt. Heute wird die Show auf ARD-alpha (früher: BR-alpha) und One (früher: Einsfestival) im Rahmen der Sendung Die Fernsehtruhe wiederholt.

## Episodenguide
| Folge | Tänze                              | Gäste                                | Erstausstrahlung |
| ----- | ---------------------------------- | ------------------------------------ | ---------------- |
| 01    | Cha-Cha-Cha und Foxtrott           | The Hovens                           | 22.01.1966       |
| 02    | Rumba und Letkiss                  | Los 3 Espanoles                      | 20.02.1966       |
| 03    | Boogie-Woogie und Langsamer Walzer | Sherrier                             | 12.03.1966       |
| 04    | Charleston und Blues               | Fredo Raxon                          | 02.04.1966       |
| 05    | Sirtaki und Slop                   | Bizzaro Brothers                     | 14.05.1966       |
| 06    | Memphis und Tango                  | Porro Brothers                       | 04.06.1966       |
| 07    | Blues-Boogie und Paso Doble        | Hans Karl Adam                       | 29.10.1966       |
| 08    | Polka und Beat                     | The Alfreros                         | 26.11.1966       |
| 09    | Samba und Puppets                  | Bruno Brunetto                       | 03.12.1966       |
| 10    | The Kick und Rheinländer           | Yonal                                | 07.01.1967       |
| 11    | Jerk und Monkiss                   | The Bossis                           | 11.02.1967       |
| 12    | Jump-Beat und Soft-Beat            | Richard Hearne                       | 25.03.1967       |
| 13    | Marsch, La Bostella und Polkiss    | Dou Glassitt                         | 15.04.1967       |
| 14    | Quickstep und Hoppel-Poppel        | W. Hanel, Eilemann-Trio              | 21.10.1967       |
| 15    | Chapolka und Pony Jerk             | Noy und Rey                          | 11.11.1967       |
| 16    | Pop Art und Bro Bro                | Teddy Cox                            | 09.12.1967       |
| 17    | Tango und Skate                    | Claus Beckers                        | 27.01.1968       |
| 18    | Langsamer Walzer und Kasatschok    | Boris Rubaschkin, Balalaika-Ensemble | 10.02.1968       |
| 19    | Cha-Cha-Cha und Boogaloo           | Albert Sturm                         | 16.03.1968       |